# Wujing
Wujing est le troisième épisode de la première saison de la série Blacklist, diffusée pour la première fois le 7 octobre 2013 sur NBC.

## Résumé
Un criminel chinois du nom de Wujing (Chin Han) demande à Red de l'aider à déchiffrer un message d'un agent de la CIA qui a été assassiné à Shanghai. Red demande à Elizabeth de se faire passer pour une spécialiste en décryptage et arrivent à la base souterraine de Wujing aux États-Unis. Avec l'aide d'un appareil fourni par la CIA, Elizabeth déchiffre le message ainsi que la cible de Wujing, un architecte et actif de la CIA, Henry Cho, qui est actuellement à Washington, tandis que Red et Elizabeth accompagnent le gang de Wujing. Cho et son fils sont traqués par des assassins de Wujing, mais les agents Ressler et Malik, de l'unité spéciale du FBI consacrée à Reddington, parviennent à neutraliser les tueurs et à sauver Cho et son fils. Elizabeth place son traqueur sur la voiture de Wujing, menant à son arrestation. Red révèle qu'il a choisi Elizabeth pour travailler avec lui à cause de son père, mais il ne fournit aucun autre détail. Pendant ce temps, Elizabeth demande un rapport balistique sur l'arme trouvée dans la boîte de Tom. Les résultats sont classifiés car il s'agissait d'un homicide très médiatisé. Une personne inconnue met en place une surveillance dans la maison d'Elizabeth, caractérisée par leur chef qui mange une pomme à chaque fois. Red ouvre la lettre contenant le paiement de Wujing - c'est juste une feuille de papier portant le numéro 042983 dessus.

## Réception

### Audience
Diffusée pour la première fois aux États-Unis le 7 octobre 2013 sur NBC à 21h00, l'épisode obtient une note de 3,1/9 sur l'échelle de Nielsen avec 11,18 millions de téléspectateurs, ce qui en fait le show le mieux notée de sa tranche horaire et la septième émission la plus regardée de la semaine. Par la suite, l'épisode a été vu par 5,720 millions de téléspectateurs en DVR dans les sept jours suivant sa diffusion initiale, ce qui porte le total à 16,904 millions de téléspectateurs.
En France, diffusée à la suite des deux premiers épisodes depuis 20h55 sur TF1 le 27 août 2014, Wujing totalise 5,7 millions de téléspectateurs, pour un taux d'audience de 38%.

### Critique
L'épisode a obtenu des critiques mitigées lors de sa première diffusion,,.